# 이태검
이태검(1980년 2월 28일 ~ )은 대한민국의 배우이다.

## 학력
- 상명대학교 영화학과

## 출연작

### 영화
- 《다만 악에서 구하소서》 (2020년) - 대사관 직원 역
- 《너의 여자친구》 (2019년) - 양 코치 역
- 《퍼펙트맨》 (2019년) - 철승 측 임원 2 역
- 《역모: 반란의 시대》 (2017년) - 선비 역
- 《미스 푸줏간》 (2017년) - 강정우 역
- 《고산자, 대동여지도》 (2016년) - 김민재 역
- 《행복의 재료》 (2015년) - 승유 역
- 《더 폰》 (2015년) - 형사 5 역
- 《탐정: 더 비기닝》 (2015년) - 보호관찰관 1 역
- 《개를 훔치는 완벽한 방법》 (2014년) - 채랑아빠 역
- 《내 연애의 기억》 (2014년) - 여섯번째남자 역
- 《군사통제구역 팔이공지대》 (2013년) - 최 형사 역
- 《배우는 배우다》 (2013년) - 깡다구 덩치들 역
- 《차형사》 (2012년) - 이 형사 역
- 《퀵》 (2011년) - 모텔종업원 역
- 《내 남자의 순이》 (2010년)
- 《시티 오브 크레인》 (2010년) - 방송국 관계자 역
- 《GP506》 (2008년) - 안 상병 역
- 《마이 뉴 파트너》 (2008년) - 부산경찰 역
- 《히어 아이 엠》 (2008년) - Mr. 리 역
- 《마이 파더》 (2007년) - 장민호 일당 1 역
- 《뷰티풀 선데이》 (2007년) - 창원 똘마니 1 역
- 《마강호텔》 (2007년) - 불륜 남 역
- 《남과 여》 (2007년) - 의사 역
- 《가문의 부활 - 가문의 영광 3》 (2006년)
- 《사랑따윈 필요없어》 (2006년) - 게이샤 바텐더 역
- 《썬데이 서울》 (2006년) - 사제들 / 포장마차손님 역
- 《뚝방전설》 (2006년) - 뚝방파 5 역
- 《생날선생》 (2006년)
- 《간 큰 가족》 (2005년)
- 《연애술사》 (2005년)
- 《나는 나를 파괴할 권리가 있다》 (2005년)
- 《골뱅이@실명제》 (2001년) - 남학생 1 역
- 《조폭 마누라》 (2001년) - 양아치 역

### 드라마
- 《귀궁》 (2025년, SBS) - 외다리귀(장언수) 역
- 《조선변호사》 (2023년, MBC) - 이방 역
- 《소방서 옆 경찰서》 (2022년, SBS)
- 《클리닝 업》 (2022년, JTBC)
- 《돼지의 왕》 (2022년, TVING) - 서동진 역
- 《시지프스 : the myth》 (2021년, JTBC) - 형사 역
- 《철인왕후》 (2020년, tvN) - 김 내시 역
- 《검법남녀 2》 (2019년, MBC) - 장호철 역
- 《녹두꽃》 (2019년, SBS) - 송희옥 역
- 《당신의 하우스헬퍼》 (2018년, KBS2)
- 《마녀의 법정》 (2017년, KBS2)
- 《도둑놈, 도둑님》 (2017년, MBC)
- 《맨투맨》 (2017년, JTBC)
- 《아버지가 이상해》 (2017년, KBS2)
- 《행복을 주는 사람》 (2017년, MBC)
- 《불야성》 (2016년, MBC)
- 《판타스틱》 (2016년, JTBC)
- 《좋은사람》 (2016년, MBC)
- 《발칙하게 고고》 (2016년, KBS2)
- 《시그널》 (2016년, tvN) - 형사 역
- 《육룡이 나르샤》 (2015년, SBS)
- 《오 마이 비너스》 (2015년, KBS2)
- 《디데이》 (2015년, JTBC)
- 《라이더스: 내일을 잡아라》 (2015년, E채널 & 드라마큐브)
- 《굿 닥터》 (2013년, KBS2)
- 《빠스껫 볼》 (2013년, tvN)
- 《제3병원》 (2012년, tvN) - 안형준 역
- 《각시탈》 (2012년, KBS2) - 사사키 역
- 《여인의 향기》 (2011년, SBS) - 윤섭 역
- 《솔약국집 아들들》 (2009년, KBS2)
- 《남자 이야기》 (2009년, KBS2) - 김문석기자 역
- 《연애결혼》 (2008년, KBS2)
- 《워킹맘》 (2008년, SBS)